# Рустам Емомалі
Руста́м Емомалі́ (19 грудня 1987 , Дангаринська нохія, Таджицька Радянська Соціалістична Республіка, СРСР ) — таджицький політик, чинний Голова Національних зборів Таджикистану, 

мер Душанбе та старший син Емомалі Рахмона, багаторічного президента Таджикистану. 

Вважається, що Рустама Емомалі просуває батько його наступником на посаді очільника Таджикистану; має титул конституційно призначеного наступника президента. 

Очолює антикорупційне агентство в Таджикистані та державне агентство фінансового нагляду. 

Попри те, що він не служив у війську, має звання генерал-майора. 

Батько призначив його мером Душанбе у 2017 році у віці 29 років. 

## Раннє життя та футбольна кар'єра
Рустам Емомалі народився в Дангаринському районі, Кулябська область (сучасна Хатлонська область), Таджикистан, в сім'ї Емомалі Рахмона та Азізмо Асадуллаєвої. 
Закінчив Таджицький національний університет зі ступенем спеціаліста з міжнародних економічних відносин та відвідував курси Дипломатичної академії Міністерства закордонних справ Росії. 

У 2007 році, за проханням батька, він відмовився від російського по батькові та прізвища, прийнявши ім'я батька, Емомалі, як своє нове прізвище.
У 2007 році Рустам Емомалі став співзасновником футбольного клубу «Істіклол» з Душанбе, і наступні декілька років був капітаном клубу та грав за нього на позиції нападника. 

З 2011 року клуб виграв п'ять національних чемпіонатів поспіль, принаймні частково через дуже сприятливе суддівство та іншим гешефтам. 

У 2011 році Рустама Емомалі призначено заступником президента Федерації футболу Таджикистану (ФФТ) та до складу Комітету з міжнародних відносин Олімпійської ради Азії. 
У січні 2012 року ФФТ призначила Рустама Емомалі своїм новим президентом. 
 
Після призначення він припинив грати за ФК «Істіклол» і пообіцяв розірвати всі зв'язки з клубом. 
Починаючи з 2012 року, він протягом двох років був членом Комітету розвитку ФІФА. 

У 2016 році ФФТ переобрала Рустама Емомалі своїм президентом ще на чотири роки. 

Відомий своїми двома дорогими захопленнями: автоперегонами та колекціонуванням спортивних автомобілів. 

Він є першим лауреатом «Нагороди за досягнення у збереженні аргалі». 

## Політична кар'єра
Після закінчення університету Рустам Емомалі мав швидке кар'єрне зростання через свій статус сина президента країни. 
У 2006 році його призначено провідним спеціалістом Організації співробітництва Таджикистану зі Світовою організацією торгівлі. 

У 2009 році — провідним спеціалістом Державного комітету з інвестицій та державного майна (ДКІДМ) і невдовзі здобув підвищення до посади керівника відділу в комітеті. 
Під час роботи в ДКІДМ він також обіймав посаду радника комітету. 

Також у 2009 році Рустама Емомалі призначено заступником голови Спілки молоді, таджицького наступника комсомольської організації радянських часів. 

Починаючи з 2009 року Рустам Емомалі відвідує великі міжнародні саміти з іноземними високопосадовцями в Таджикистані. 
 
У 2010 році увійшов до складу центрального виконавчого комітету Народно-демократичної партії Таджикистану та обраний членом міського маджалісу Душанбе. 

У лютому 2011 року Емомалі Рахмон призначив Рустама Емомалі керівником відділу боротьби з контрабандою в Митній службі, що стало першою з низки керівних посад у правоохоронних органах. 

Невдовзі після призначення йому присвоєно звання майора. 

У листопаді 2013 року Рустама Емомалі призначили керівником Митної служби. 
 
Призначення супроводжувалося новим військовим званням – генерал-майор. 

У березні 2015 року президент Емомалі Рахмон призначив свого сина керівником головного антикорупційного агентства Таджикистану – Державного агентства з фінансового контролю та заходів протидії корупції. 

У січні 2017 року Рустама Емомалі призначено мером Душанбе, що є ключовою посадою, яку деякі аналітики розглядають як наступний крок до посади голови уряду. 

## Спекуляції щодо політичної спадкоємності
Стрімке кар'єрне зростання Рустама Емомалі та його призначення на низку різних вищих державних посад підживили припущення, що його готують стати наступником свого батька на посаді лідера Таджикистану. 

Рустам Емомалі відвідує всі ключові міжнародні саміти в країні та супроводжує свого батька під час його частих поїздок по країні.
22 травня 2016 року загальнонаціональний референдум схвалив низку змін до конституції країни. 

Одна з ключових поправок знизила мінімальний вік для кандидатів у президенти з 35 до 30 років, що фактично дозволило Рустаму Емомалі стати наступником свого батька на посаді після 2017 року. 

## Особисте життя
Рустам Емомалі — старший син президента Таджикистану Емомалі Рахмона. 
У нього вісім братів і сестер. 

Він одружився у 2009 році з дочкою впливового підприємця, який володіє низкою підприємств харчової промисловості. 

У пари троє дітей: два сини та дочка. 

Старша сестра Рустама, Озода Рахмон, є головою апарату президента 

та колишньою сенаторкою. 

Інша сестра, Заріна Рахмон, була заступницею голови Орієнбанку, обійняла посаду у січні 2017 року. 